# سگمنت اس
سگمنت اس (به انگلیسی: S-sagment) یک طبقه‌بندی خودروها در اروپا است. خودروهای سگمنت اس را خودروهای کروک، اسپورت، کوپه های دو در، رودسترها و کارنوتیبل‌ها تشکیل می‌دهند که غالباً خودروهای دونفره هستند.

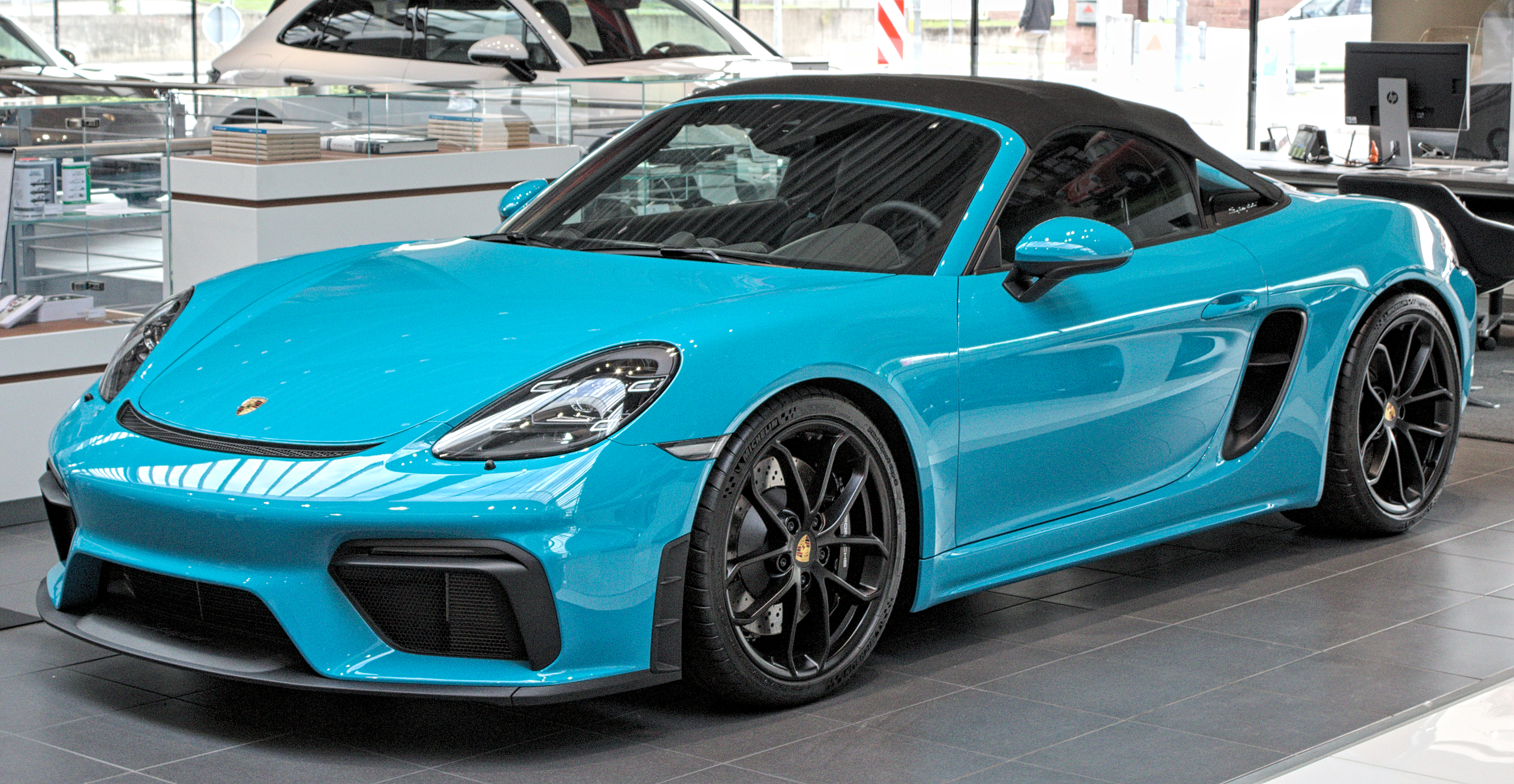
پورشه باکستر

## مشخصات
خودروهای سگمنت اس از ظاهری اسپرت و سواری اسپرت برخوردارند. این خودروها هندلینگ و شتاب بیشتری نسبت به سایر خودروها دارند. خودروهای این دسته معمولاً کوپه یا کارنوتیبل دو نفره هستند. از نظر فنی این دسته غالباً دو دیفرانسیل یا دیفرانسیل عقب هستند.

## خودروهای سگمنت اس
خودروهای آئودی تی‌تی، مزدا ام‌ایکس-۵، پورشه ۹۱۱، فورد موستانگ و پورشه کایمن پرفروش‌ترین خودروهای کلاس سگمنت اس در اروپا می‌باشند.
| تصویر | نام           | سالهای تولید |
| ----- | ------------- | ------------ |
|       | آئودی تی‌تی    | ۱۹۹۸ تا کنون |
|       | مزدا ام‌ایکس-۵ | ۱۹۸۹ تا کنون |
|       | پورشه ۹۱۱     | ۱۹۶۳ تا کنون |
|       | فورد موستانگ  | ۱۹۶۴ تا کنون |
|       | پورشه کایمن   | ۲۰۰۵ تا کنون |

## فروش
| رتبهٔ ۲۰۱۷ | کمپانی    | مدل                   | ۲۰۱۳   | ۲۰۱۴   | ۲۰۱۵   | ۲۰۱۶   | ۲۰۱۷   | % آمار (۲۰۱۶–۲۰۱۷) |
| --------- | --------- | --------------------- | ------ | ------ | ------ | ------ | ------ | ------------------ |
| ۱         | آئودی     | آئودی تی‌تی            | 12,331 | 9,768  | 22,417 | 20,922 | 16,281 | –۲۲٫۲٪             |
| ۲         | مزدا      | مزدا ام‌ایکس-۵         | 6,050  | 5,786  | 6,746  | 13,677 | 15,769 | +۱۵٫۳٪             |
| ۳         | پورشه     | پورشه ۹۱۱             | 12,369 | 12,987 | 14,386 | 15,550 | 15,053 | –۳٫۲٪              |
| ۴         | فورد      | فورد موستانگ          | 635    | 556    | 4,889  | 15,204 | 13,241 | –۱۲٫۹٪             |
| ۵         | پورشه     | پورشه کایمن           | —      | —      | 147    | 3,144  | 8,438  | +۱۶۸٫۴٪            |
| ۶         | مرسدس بنز | مرسدس-بنز کلاس-اس‌ال‌کا | —      | —      | —      | 6,716  | 7,879  | +۱۷٫۳٪             |
| ۷         | فیات      | فیات ۱۲۴ اسپایدر      | —      | —      | —      | 3,717  | 7,831  | +۱۱۰٫۷٪            |
| ۸         | جگوار     | جگوار اف-تایپ         | 2,750  | 4,641  | 4,557  | 4,541  | 4,538  | –۰٫۱٪              |
| ۹         | مرسدس بنز | مرسدس-ای‌ام‌جی جی‌تی     | —      | 71     | 2,508  | 2,372  | 2,443  | +۳٫۰٪              |
| ۱۰        | شورلت     | شورلت کامارو          | 1,496  | 932    | 367    | 607    | 1,592  | +۱۶۲٫۳٪            |